# Cornelis Cort

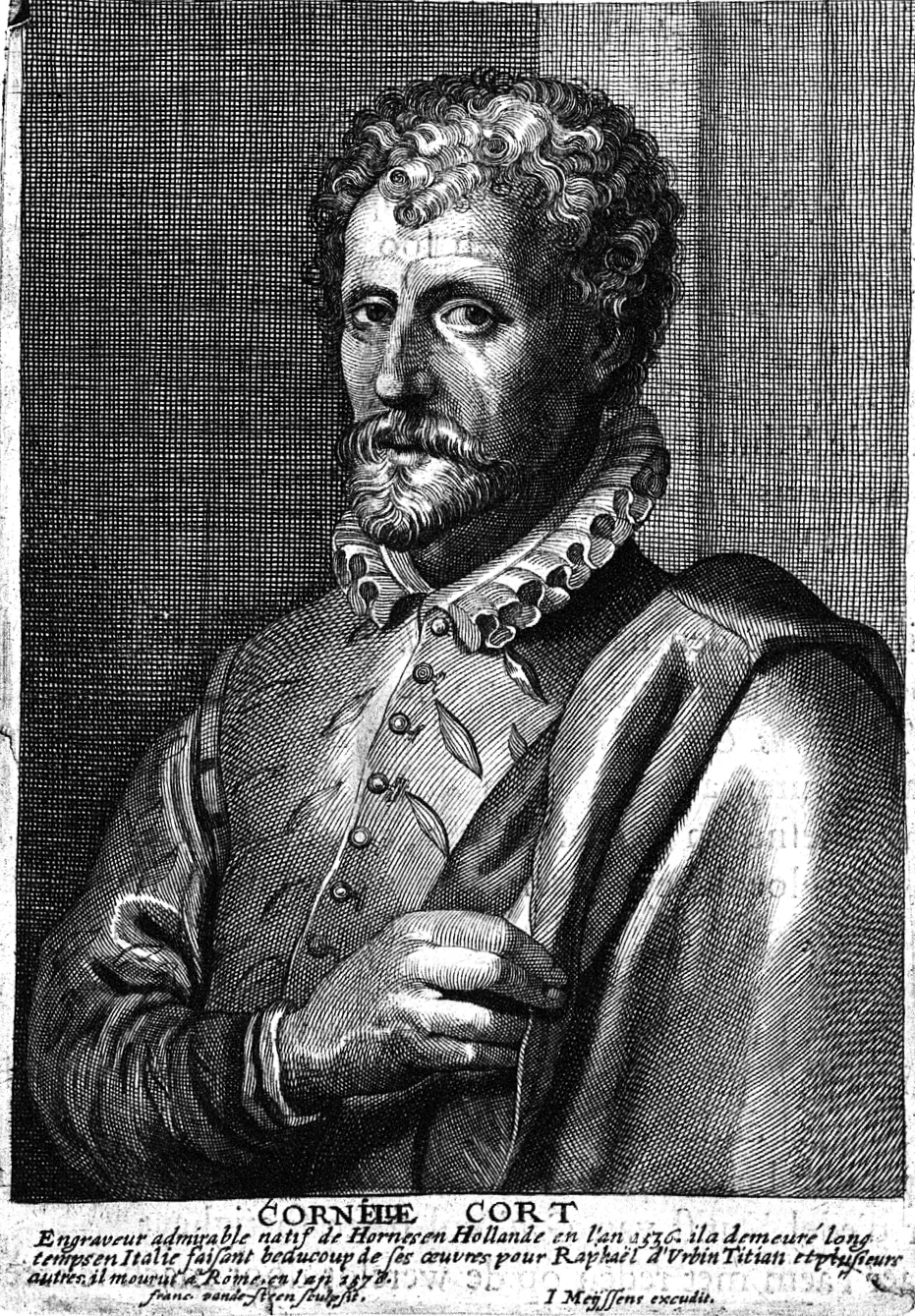
Cornelis Cort, retrato de Jan Meyssens grabado por Franciscus van der Steen para la obra de Cornelis de Bie Het Gulden Cabinet, 1662.

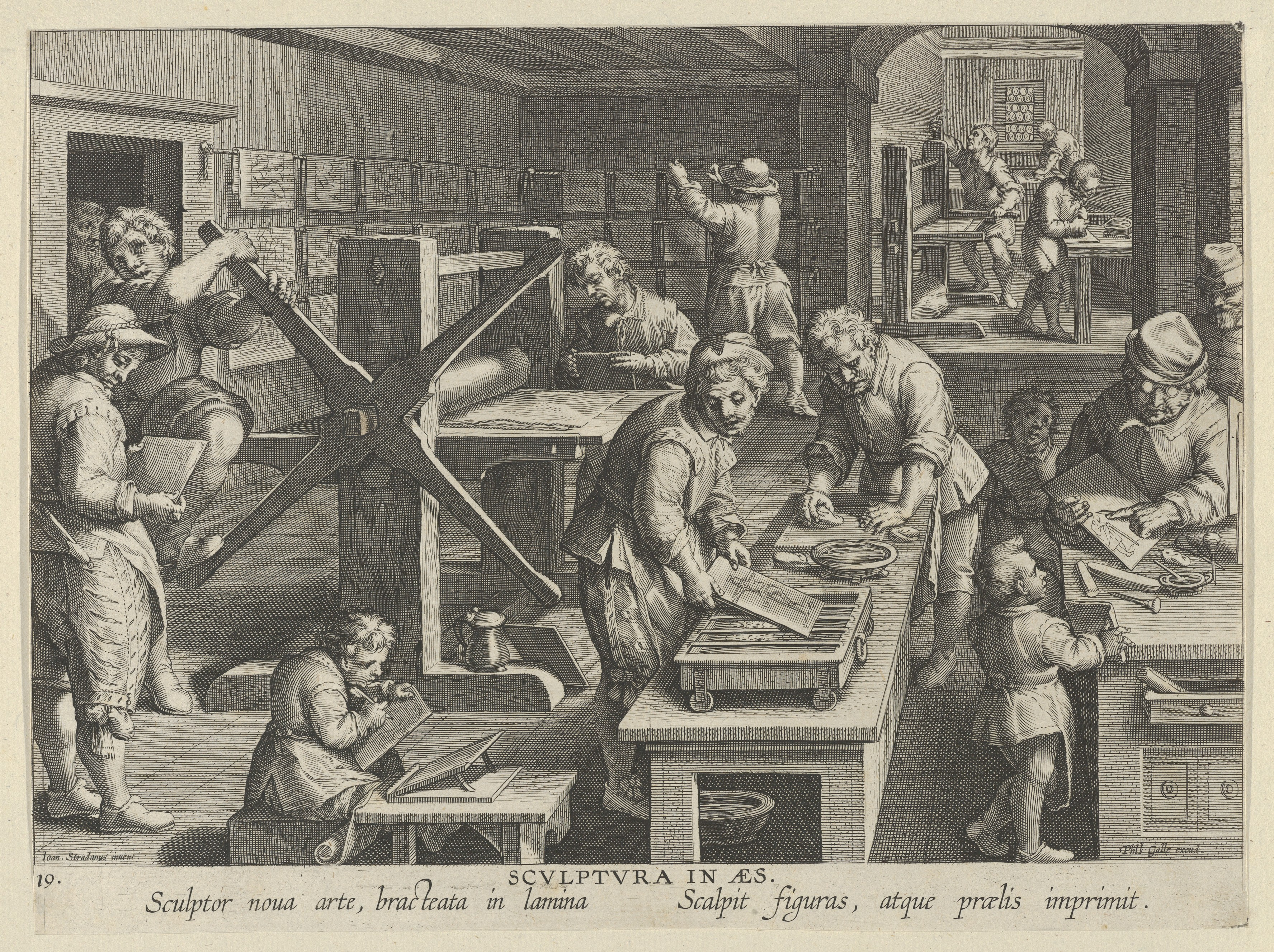
La invención del grabado sobre lámina; grabado de Cornelis Cort por dibujo de Stradanus para Nova reperta, serie de estampas dedicadas a las nuevas invenciones.

Cornelis Cort (Hoorn o Edam, hacia 1533–Roma, hacia 17 de marzo de 1578) fue un grabador holandés del Renacimiento, famoso por su colaboración con Tiziano. Sus últimos doce años de vida transcurrieron en Italia, donde reprodujo obras de múltiples artistas y fue apodado «Cornelio Fiammingo» (Cornelio el flamenco). Su producción grabada ronda las 150 imágenes.

## Vida y obra
Nació hacia 1533 en Hoorn, territorio holandés entonces bajo dominio de la Corona de España. Otras fuentes creen que nació en otra localidad de la zona: Edam. 
Los primeros grabados de Cort aparecieron en Amberes hacia 1553. Consta que se formó con el grabador Hieronymus Cock en dicha ciudad (1552-53), y años después realizaba planchas para que aquel las publicase. Se cree que previamente se formó en Haarlem con otro grabador, Dirck Coornhert, maestro de Hendrick Goltzius, pero no hay datos concluyentes. Entre los artistas cuyos diseños copió en estos años, se cuentan Michel Coxcie, Frans Floris, Martin van Heemskerck y Bartholomeus Spranger. Con destino a un libro de biografías que se publicaría en 1572, Cort grabó efigies de diversos pintores, siendo las de El Bosco y Rogier van der Weyden las más difundidas. Incluso reprodujo el famoso Descendimiento de Van der Weyden ahora en el Museo del Prado, pero seguramente se basó en la copia pintada por Michel Coxcie, que reemplazó al cuadro original en Lovaina.
En 1565 Cornelis Cort ya estaba en Italia. En 1565-66 trabajó tan estrechamente con Tiziano que el pintor le alojó en su casa. A iniciativa de Tiziano, Cort grabó una docena de pinturas suyas, para lo cual el pintor pidió un privilegio de edición válido para quince años.
Entre los diseños de Tiziano que grabó, están La Madgalena penitente (cuadro del que existen varias versiones, como las del Ermitage y el Museo de Capodimonte), el Prometeo devorado por el águila ahora en el Museo del Prado (que en realidad representa a Ticio), La Gloria del mismo museo y la pareja de cuadros mitológicos Diana y Calisto y Diana y Acteón (recientemente adquiridos por la National Gallery of Scotland de Edimburgo y la National Gallery de Londres). Tras esta primera etapa con Tiziano, Cort marchó a Roma. 
Tras una breve etapa en Roma y Florencia, en 1570 Cort ya estaba de vuelta en Venecia, donde grabó dos cuadros más de Tiziano: la versión de Tarquinio y Lucrecia del Museo Fitzwilliam de Cambridge, y El martirio de san Lorenzo. En esta última imagen fusionó detalles distintivos de las dos versiones pintadas por Tiziano, la de los Jesuitas de Venecia y la del monasterio de El Escorial. Para este grabado, posiblemente Tiziano le proporcionó una versión reducida o dibujo, ya que Cort no pudo ver el cuadro de El Escorial, enviado años antes a España. Un ejemplar de dicho grabado, impreso en tafetán, fue remitido por Tiziano a Felipe II y se conserva en el dormitorio de dicho monarca en El Escorial. 
Cornelis Cort regresó a Roma, donde prosiguió reproduciendo composiciones de pintores manieristas. Allí tuvo por discípulos a futuros grabadores de prestigio como Cherubino Alberti y Francesco Villamena. Falleció en la «ciudad eterna» en 1578. 
En sus doce años de actividad en Italia, grabó no solamente a Tiziano, sino también obras de Rafael Sanzio, Giulio Clovio, Federico Barocci, Girolamo Muziano y otros.

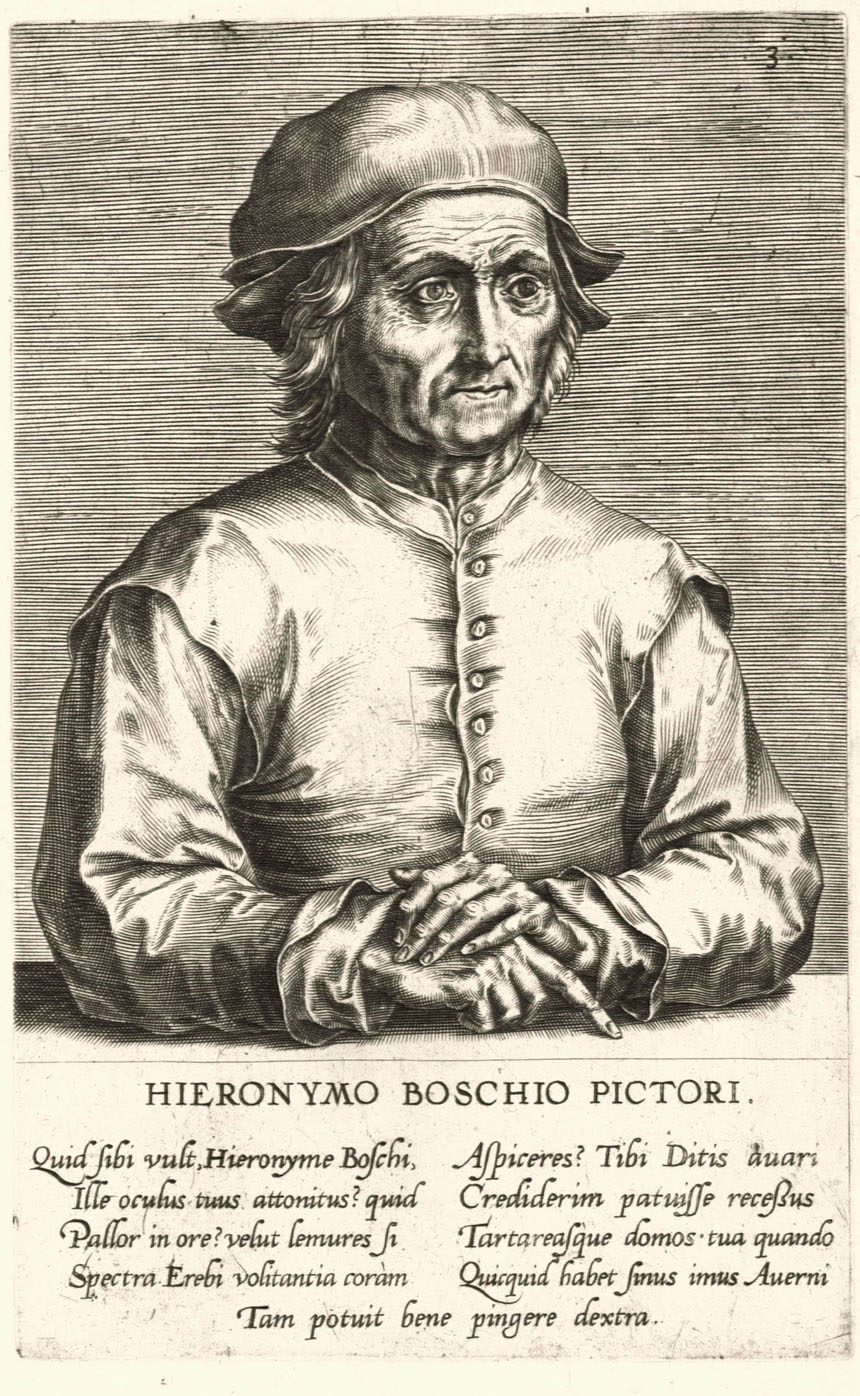
Retrato de El Bosco (h. 1565), grabado por Cort y publicado en un libro de 1572.
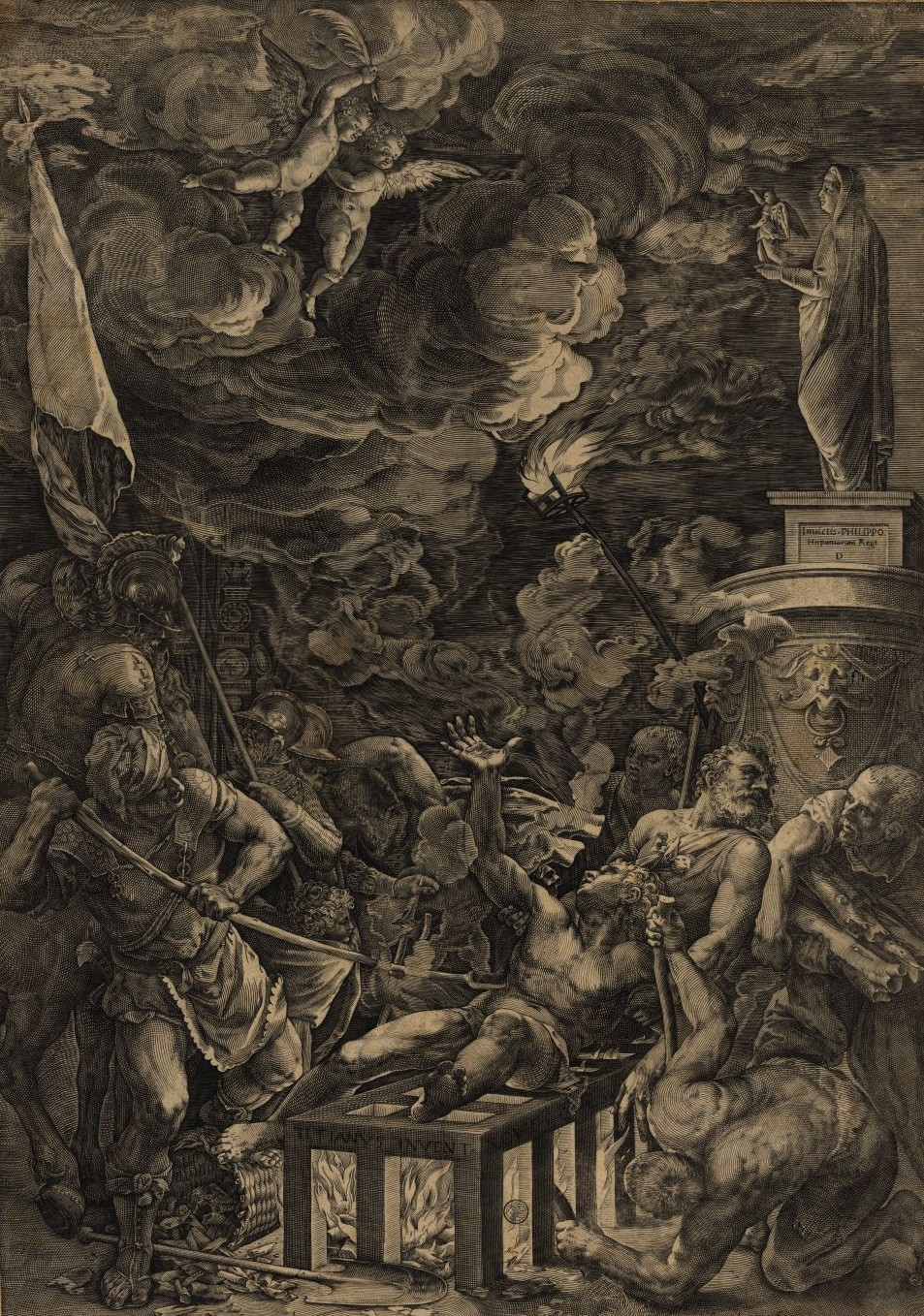
El martirio de san Lorenzo, grabado de Cort reproduciendo un original de Tiziano.
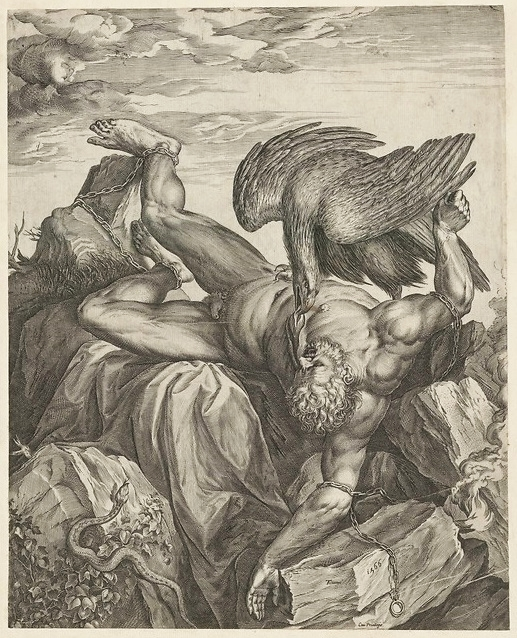
Ticio, grabado de Cornelis Cort (1566) según el diseño de Tiziano (ejemplar del grabado conservado en el Museo Nacional de Varsovia).
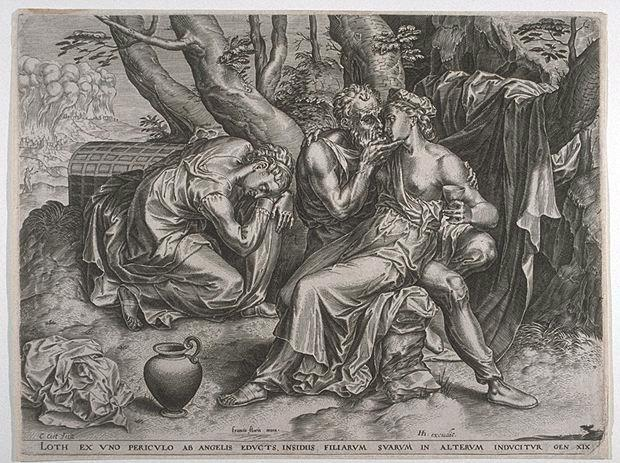
Lot y sus hijas, grabado de Cornelis Cort que reproduce un diseño de Frans Floris.

- Datos: Q167220
- Multimedia: Cornelis Cort / Q167220